# Eulithis remotata
Eulithis remotata är en fjärilsart som beskrevs av Walker 1862. Eulithis remotata ingår i släktet Eulithis och familjen mätare. Inga underarter finns listade i Catalogue of Life.